# TAT-12/13
TAT-12/13, voluit TransAtlantic Telephonecables Number 12/13 is een door AT&T aangelegd trans-Atlantisch zeekabelsysteem, dat sinds 1996 operationeel is.
TAT-12/13 was het eerste in ringvorm aangelegde, dat wil zeggen een noord- en een zuidkabel omvattende, trans-Atlantische kabelsysteem, wat verklaart waarom er, in tegenstelling tot bijvoorbeeld de voorlopers TAT-10 en TAT-11, met twee nummers is gewerkt. Bij zijn opvolger TAT-14, die ook in ringvorm is aangelegd, is overigens weer voor één nummer gekozen. De initiële capaciteit van TAT-12/13 was twee keer vijf gigabit per seconde.
Het kabelsysteem komt op de volgende punten aan land:
1. Shirley, Verenigde Staten
2. Bellport, New York, Verenigde Staten
3. Porthcurno, Engeland
4. Bude, Engeland
5. Penmarc'h, Frankrijk